# AG Insurance-Soudal Team/Saison 2024
Diese Liste beschreibt die Mannschaft und die Erfolge des Radsportteams AG Insurance-Soudal in der Saison 2024.

## Mannschaft
| Teamkader 2024                       | Teamkader 2024    | Teamkader 2024 | Teamkader 2024                                   |
| Name                                 | Geburtsdatum      | Land           | Vorheriges Team                                  |
| ------------------------------------ | ----------------- | -------------- | ------------------------------------------------ |
| Mireia Benito                        | 30. Dezember 1996 | Spanien        | Massi Tactic (2022)                              |
| Maaike Boogaard                      | 24. August 1998   | Niederlande    | UAE Team ADQ (2022)                              |
| Julia Borgström                      | 9. Juni 2001      | Schweden       | Team Rytger powered by Cykeltøj-Online.dk (2019) |
| Justine Ghekiere                     | 14. Mai 1996      | Belgien        | Plantur-Pura (2022)                              |
| Sarah Gigante                        | 6. Oktober 2000   | Australien     | Movistar Team (2023)                             |
| Marthe Goossens                      | 4. Mai 2002       | Belgien        | Multum Accountants (2022)                        |
| Kimberley Le Court de Billot         | 23. März 1996     | Mauritius      | Bizkaia-Durango (2016)                           |
| Anya Louw                            | 16. Oktober 2000  | Australien     | ARA-Pro Racing Sunshine Coast (2021)             |
| Gaia Masetti                         | 26. Oktober 2001  | Italien        | Top Girls Fassa Bortolo (2021)                   |
| Ashleigh Moolman                     | 9. Dezember 1985  | Südarfika      | SD Worx (2022)                                   |
| Ilse Pluimers                        | 29. April 2002    | Niederlande    |                                                  |
| Maud Rijnbeek                        | 3. Dezember 2002  | Niederlande    |                                                  |
| Julie Van de Velde                   | 2. Juni 1993      | Belgien        | Fenix-Deceuninck (2023)                          |
| Ally Wollaston                       | 4. Januar 2001    | Neuseeland     |                                                  |
| Nicole Steigenga                     | 27. Januar 1998   | Niederlande    | Coop-Hitec Products (2022)                       |
| Leonie Bentveld (20. Apr.–13. Sep.)  | 17. April 2004    | Niederlande    | Duolar-Chevalmeire (2023)                        |
| Lore De Schepper (14. Jun.–31. Dez.) | 12. November 2005 | Belgien        | AG Insurance-Soudal NXTG (2024)                  |
|                                      |                   |                |                                                  |
| Quelle: ProCyclingStats              |                   |                |                                                  |

## Siege
| Siege    | Siege                                                    | Siege      | Siege  | Siege                        | Siege |
| Datum    | Rennen                                                   | Staat      | Klasse | Sieger                       |       |
| -------- | -------------------------------------------------------- | ---------- | ------ | ---------------------------- | ----- |
| 12. Jan. | Women's Tour Down Under, 1. Etappe                       | Australien | 2.WWT  | Ally Wollaston               |       |
| 14. Jan. | Women's Tour Down Under, 3. Etappe                       | Australien | 2.WWT  | Sarah Gigante                |       |
| 14. Jan. | Women's Tour Down Under, Gesamtwertung                   | Australien | 2.WWT  | Sarah Gigante                |       |
| 7. Jun.  | Volta a Catalunya Women, 1. Etappe                       | Spanien    | 2.1    | Ally Wollaston               |       |
| 9. Jun.  | Volta a Catalunya Women, 3. Etappe                       | Spanien    | 2.1    | Ally Wollaston               |       |
| 21. Jun. | Spanische Meisterschaften, Einzelzeitfahren der Frauen   | Spanien    | CN     | Mireia Benito                |       |
| 22. Jun. | Mauritische Meisterschaften, Einzelzeitfahren der Frauen | Mauritius  | CN     | Kimberley Le Court de Billot |       |
| 23. Jun. | Mauritische Meisterschaften, Straßenrennen der Frauen    | Mauritius  | CN     | Kimberley Le Court de Billot |       |
| 14. Jul. | Giro d'Italia Women, 8. Etappe                           | Italien    | 2.WWT  | Kimberley Le Court de Billot |       |
| 17. Aug. | Tour de France Femmes, 7. Etappe                         | Frankreich | 2.WWT  | Justine Ghekiere             |       |
| 15. Sep. | Grand Prix d'Isbergues                                   | Frankreich | 1.1    | Maaike Boogaard              |       |

## UCI-Weltranglisten-Platzierungen
| UCI-Ranking | UCI-Ranking                  | UCI-Ranking | UCI-Ranking |
| Fahrer      | Fahrer                       | Land        | Punkte      |
| ----------- | ---------------------------- | ----------- | ----------- |
| 44.         | Ashleigh Moolman             | Südarfika   | 919 P.      |
| 50.         | Sarah Gigante                | Australien  | 838.9 P.    |
| 58.         | Kimberley Le Court de Billot | Mauritius   | 748 P.      |
| 88.         | Justine Ghekiere             | Belgien     | 489.9 P.    |
| 114.        | Mireia Benito                | Spanien     | 367.9 P.    |
| 141.        | Ally Wollaston               | Neuseeland  | 291 P.      |
| 142.        | Lore De Schepper             | Belgien     | 289 P.      |
| 172.        | Marthe Goossens              | Belgien     | 233 P.      |
| 189.        | Maaike Boogaard              | Niederlande | 213 P.      |
| 288.        | Julie Van de Velde           | Belgien     | 129.9 P.    |
| 298.        | Ilse Pluimers                | Niederlande | 123.9 P.    |
| 317.        | Maud Rijnbeek                | Niederlande | 114.9 P.    |
| 436.        | Julia Borgström              | Schweden    | 76 P.       |
| 689.        | Anya Louw                    | Australien  | 39.9 P.     |
| 693.        | Gaia Masetti                 | Italien     | 38.3 P.     |